# هنفورث
هنفورث (به انگلیسی: Handforth) یک روستا و محله مدنی در بریتانیا است که در چشر شرقی واقع شده‌است. هنفورث ۶٬۲۶۶ نفر جمعیت دارد.